# Krzywoząb podsadnikowy
Krzywoząb podsadnikowy (Anacamptodon splachnoides (Brid.) Brid.) – gatunek mchu należący do rzędu rokietowców.

## Rozmieszczenie geograficzne
Występuje wyłącznie na półkuli północnej. W Ameryce Północnej stwierdzany od Ontario i Quebecu po Florydę i Teksas. W Europie występuje głównie w Alpach i Karpatach. Wszędzie jest bardzo rzadkim gatunkiem i jest zagrożony wyginięciem. W Polsce stwierdzany sporadycznie na Wyżynie Małopolskiej i w Karpatach.

## Morfologia
Mech tworzy poduszkowate, dość luźne darnie o barwie żywo- do żółtozielonej. Łodyga główna płożąca się, przytwierdza się do kory drzew za pomocą kępek żółtoczerwonych chwytników. Łodygi II rzędu są najczęściej pojedyncze, zazwyczaj nierozgałęziają się i podnoszą się. Łodygi te pokryte są krótkolancetowatymi całobrzegimi liśćmi o dług. 1,5 mm. Żebro pojedyncze, kończy się w połowie długości liścia lub nieco powyżej. Na żółtoczerwonej secie o dług. 0,5-1,5 cm prosta, krótkojajowata puszka przykryta stożkowatym wieczkiem z dzióbkiem. Perystom podwójny.

## Ekologia
Bardzo rzadki epifit, rosnący na korze żywych drzew liściastych, szczególnie na bukach, jaworach, klonach i brzozach. Rzadziej na drzewach iglastych. Rośnie głównie w płytkich dziuplach, w spękaniach kory, najczęściej w górnych partiach pni. Na gałęziach czy u nasady pni spotykany bardzo rzadko.

## Ochrona
Roślina objęta w Polsce ścisłą ochroną gatunkową od 2004 roku.